# 237693 Anakovacicek
237693 Anakovacicek este o planetă minoră (asteroid) din centura de asteroizi. A fost descoperită pe 14 octombrie 2001 la Observatorul Apache Point de Sloan Digital Sky Survey. 
Obiectul prezintă o orbită caracterizată de o semiaxă mare de 3,1109485235265 UAi, o excentricitate de 0,13281570718377, o înclinație de 6,1251747672546 ° în raport cu ecliptica.